# Szabó József (katona)
Szabó József (angolul: Joseph Szabo) (Hobály, 1817 — USA, 1900-as évek) magyar és amerikai szabadságharcos.

## Élete
Feltehetően az 1848–49-es szabadságharcban részt vett, hiszen nyilván ezért kellett emigrálnia. Az osztrák hírszerzők jelentése megemlíti az Amerikában élő menekültek közt, mely szerint Szabó József 1852-ben New Yorkban élt. Később az amerikai polgárháborúban belépett a 39. számú New York-i Gyalogezred „I” századába, amelyben közlegényként teljesített szolgálatot Utassy Frigyes György ezredes vezetése alatt. Szabó családja 1911-ben adott be polgárháborús veterán nyugdíjkérelmet.